# Synagoga Zichron Josef we Lwowie
Synagoga Zichron Josef we Lwowie – synagoga znajdująca się we Lwowie w podwórzu budynku przy ulicy Panieńskiej 3.
Synagoga została zbudowana w 1898 roku. Podczas II wojny światowej, po wkroczeniu wojsk niemieckich do Lwowa w 1941 roku, synagoga została zdewastowana.